# Digestivo
Un digestivo è una bevanda, tipicamente alcolica, che può essere bevuta al termine di uno dei pasti principali - di norma la cena, oppure un pranzo abbondante - con l'intenzione di facilitare la digestione.
Nella cultura enogastronomica italiana sono considerati digestivi gli amari e i distillati, sebbene il contenuto alcolico di queste bevande e il loro residuo zuccherino, talvolta notevole, rallentino il processo di svuotamento gastrico e possano irritare le pareti dello stomaco.
Nelle altre culture enogastronomiche, l'uso di bevande alcoliche con finalità digestive al termine dei pasti è meno frequente.

## Elenco di digestivi
- Centerbe: liquore aromatico, tipico abruzzese, ottenuto per infusione di erbe aromatiche e officinali montane.
- Certosino: ideato dai monaci certosini della Grande Chartreuse, a base di erbe
- Concerto: un rosolio, dell'agro nocerino sarnese e della costiera amalfitana, a base di spezie
- Canarino: un punch caldo analcolico a base di scorze di limone
- Krütter distillato di vinaccia dell'Alsazia aromatizzato alle erbe, spezie ed arancio amaro.